# 樫 (桃型駆逐艦)
樫（かし）は、大日本帝国海軍の駆逐艦で、桃型駆逐艦の2番艦である。同名艦に松型駆逐艦の「樫」があるため、こちらは「樫 (初代)」や「樫I」などと表記される。

## 艦歴
1916年（大正5年）3月15日、舞鶴海軍工廠で起工、同年12月1日午後2時進水。1917年（大正6年）3月31日竣工。
第一次世界大戦では、1917年（大正6年）から1919年（大正8年）まで、地中海の海上護衛に従事した。1932年（昭和7年）、第一次上海事変において揚子江水域の作戦に参加した。
1937年（昭和12年）5月1日除籍。満州国に譲渡され海上警察隊所属「海威」（ハイウェイ）となる。
1942年（昭和17年）6月29日満州国から日本海軍への無償貸与という形で日本海軍に編入され「海威」として日本海軍の船になる。東シナ海などで護衛・哨戒活動を行った。1944年（昭和19年）10月10日、沖縄で十・十空襲により沈没。

## 艦長
※『日本海軍史』第9巻・第10巻の「将官履歴」及び『官報』に基づく。
艤装員長
- 北川保橘 少佐：不詳 - 1917年2月5日
- （兼）北川保橘 少佐：1917年2月5日 - 4月1日

駆逐艦長
- 北川保橘 少佐：1917年2月5日 - 1918年1月26日[9]
- 植松練磨 少佐：1918年1月26日 - 1919年12月1日
- 中島直熊 少佐：1919年12月1日[10] - 1920年8月23日[11]
- 奥野晃 大尉：1920年8月23日[11] - 10月5日[12]
- （心得）斎藤二朗 大尉：1920年10月5日 - 1920年12月1日
- 斎藤二朗 少佐：1920年12月1日 - 1921年3月9日
- 本田源三 少佐：1921年3月9日[13] - 1922年4月8日[14]
- 野口幸一 少佐：1922年4月8日[14] - 1922年11月20日[15]
- （兼）高山忠三 少佐：1922年11月20日[15] - 12月1日[16]
- 和田省三 少佐：1922年12月1日 - 1923年5月10日
- 白石邦夫 少佐：1923年5月10日[17] - 12月1日[18]
- 古瀬倉蔵 少佐：1923年12月1日[18] - 1925年12月1日[19]
- 小住徳三郎 少佐：1925年12月1日 - 1927年12月1日
- 渓口豪介 少佐：1927年12月1日[20] - 1929年2月20日[21]
- 隈部勇 少佐：1929年2月20日[21] - 1929年5月10日[22]
- 大藤正直 少佐：1929年5月10日[22] - 1929年11月1日[23]
- 清水健 大尉：1929年11月1日[23] - 1930年5月1日[24]
- （兼）森可久 少佐：1930年5月1日[24] - 1930年5月6日[25]
- 石河淡 少佐：1930年5月6日[25] - 1930年12月1日[26]
- 宮坂義登 大尉：1930年12月1日[26] - 1932年11月15日[27]
- 近野信雄 大尉：1932年11月15日 - 1934年2月20日
- 赤沢次寿雄 大尉：1934年2月20日 - 1934年7月25日
- 小西要人 少佐：1934年7月25日 - 1934年11月15日
- 岡林子郎 大尉：1934年11月15日[28] - 12月15日[29]